# Стэнли, Томас, 1-й граф Дерби
Томас Стэнли II (1435 — 29 июля 1504) — английский государственный и военный деятель, рыцарь ордена Подвязки, король острова Мэн (с 1459 года), английский пэр, отчим короля Англии Генриха VII Тюдора.

## Биография
Томас Стэнли II был старшим сыном Томаса Стэнли, 1-го барона Стэнли, и его жены Джоаны Гоушилл.
В 1454 году Томас упоминается в качестве оруженосца короля Англии Генриха VI. После смерти отца в 1459 году унаследовал все его титулы и должности, в том числе титулы короля острова Мэн и барона Стэнли.
В течение войны Алой и Белой розы Томас II поддерживал отношения со всеми сменявшимися королями, оба его брака были по политическим соображениям. 23 сентября 1459 года он со своим отрядом держался в стороне от битвы при Блор-Хите, несмотря на королевский приказ присоединиться к Джеймсу Туше, 5-му лорду Одли. 10 июля 1460 года сражался на стороне ланкастриан в битве при Нортгемптоне. Несмотря на это, был назначен в 1461 году по указу короля Эдуарда IV из Йоркской династии верховным судьей палатината Честер.
Во время восстания Ричарда Невилла, 16-го графа Уорика, в 1470 году Томас Стэнли вновь предпочел остаться в стороне от военных действий. После восстановления на королевском престоле ланкастрианского короля Генриха VI Томас Стэнли захватил для нового короля замок Хорнби. По возвращении к власти Эдуарда IV назначен в 1471 году лордом-верховным камергером Англии.
В 1482 году Томас Стэнли сражался вместе с Ричардом, герцогом Глостером (впоследствии королём Ричардом III) на шотландской границе. Будучи женатым на матери ланкастрианского претендента на престол Генриха Тюдора, графа Ричмонда, стал склоняться на его сторону.
Ричард III необоснованно продолжал доверять Томасу даже после того, как на некоторое время заключил его в тюрьму по подозрению в заговоре 1483 года. Был ранен во время ареста, но вскоре его освободили. Этому не мешало даже то обстоятельство, что главный противник Ричарда, Генрих Тюдор, граф Ричмонд, был пасынком Стэнли. Нес церемониальный жезл на коронации Ричарда III. Сохранил за собой пост лорда-верховного камергера Англии. Посвящён в рыцари ордена Подвязки. В 1484 году он был отправлен посланником в Шотландию, оставив, однако, в заложники своего сына Джорджа, лорда Стрейнджа Нирикского.
После того как Генрих Тюдор вторгся в Англию, высадившись в Пембрукшире, Стенли отказался выступить против него, сказавшись больным. Во время битвы при Босворте Томас намеренно долго колебался, прежде чем вступить в бой на стороне Ланкастеров, несмотря на то, что Ричард держал его старшего сына Джорджа в заложниках. После смерти Ричарда Томас Стэнли вернул якобы потерянную на поле боя его корону, за что Генрих наградил его титулом графа Дерби 27 октября 1485 года. Также он был назначен верховным камергером герцогства Ланкастерского и хранителем лесов к северу от Трента. Позднее стал крестным отцом принца Артура Уэльского.
В 1495 году Томас за государственную измену казнил своего брата Уильяма, поддержавшего самозванца Перкина Уорбека.
Томас II был последним королём острова Мэн, все его последователи имели титул лордов острова Мэн.

## Брак и дети
1-я жена: Элеонора Невилл (ок. 1438 — ок. 1482), дочь Ричарда Невилла, 5-го графа Солсбери, и Элис Монтегю, 5-й графини Солсбери. Дети:
- Джордж Стэнли (ок. 1460—1503), барон Стрейндж из Нокина и барон Моэн (по праву жены) с 1482
- Эдвард Стэнли (ок. 1463 — 6/7 апреля 1523), 1-й барон Монтигл с 1504 года
- Джеймс Стэнли (ок. 1471 — 22 марта 1515), епископ Илийский с 1506 года
- Томас Стэнли (умер в 1475)
- Ричард Стэнли (умер ребёнком)
- Уильям Стэнли (умер ребёнком)
- Анна Стэнли (умерла ребёнком)
- Джейн Стэнли (умерла ребёнком)
- Кэтрин Стэнли (умерла ребёнком)

2-я жена: Маргарет Бофорт (31 мая 1441 или 1443 — 29 июня 1509), дочь Джона Бофорта, 1-го герцога Сомерсета, и Маргарет Бошам из Блетсо, вдова Эдмунда Тюдора и сэра Генри Стаффорда. Детей от этого брака не было.

## В культуре
Персонаж графа Дерби в исполнении Руперта Грейвса присутствует в мини-сериале по мотивам романов Филиппы Грегори «Белая королева». В продолжении под названием «Белая принцесса» роль графа Дерби исполнил Ричард Диллэйн.